# Protest!

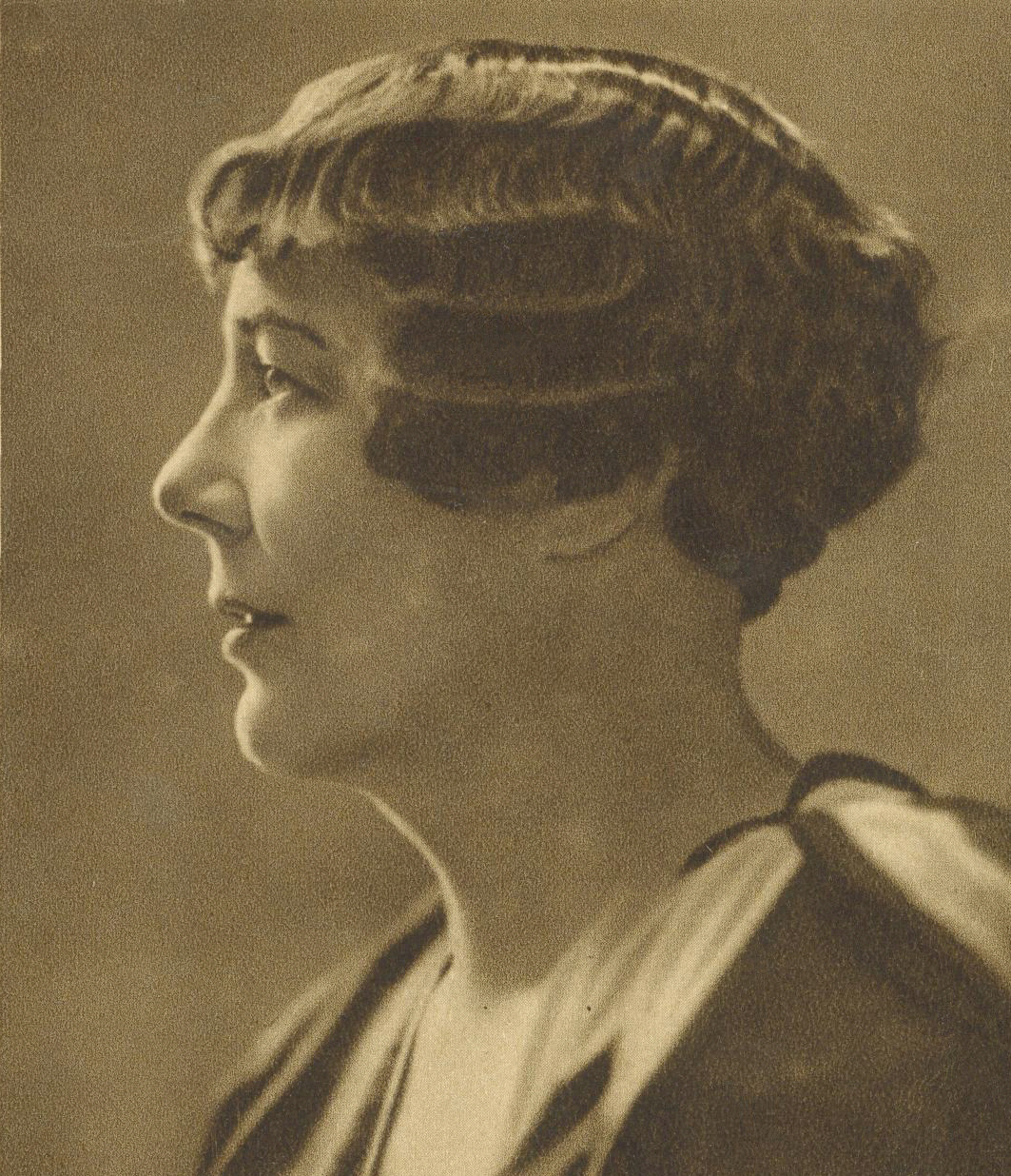
Przedwojenna fotografia Zofii Kossak-Szczuckiej.

Protest Zofii Kossak-Szczuckiej – dokument z czasów II wojny światowej, dotyczący zdecydowanej niezgody polskich środowisk katolickich wobec zagłady Żydów na terenie okupowanej Polski.

## Geneza
Autorką dokumentu zatytułowanego „Protest!”, sygnowanego przez Front Odrodzenia Polski, będący kontynuacją przedwojennej Akcji Katolickiej, była jego przewodnicząca, polska pisarka Zofia Kossak-Szczucka. „Protest!” wydano konspiracyjnie w nakładzie 5000 sztuk w Warszawie dnia 11 sierpnia 1942 w formie ulotki-plakatu. Został on opublikowany w kilka tygodni po rozpoczęciu wielkiej akcji deportacyjnej getcie warszawskim, skąd Niemcy – w ramach akcji „Reinhardt” – rozpoczęli wywózkę ludności żydowskiej do obozu zagłady w Treblince.

## Treść dokumentu
Celem publikacji było określenie stanowiska polskich katolików wobec zagłady Żydów, dokonywanej przez władze niemieckie na terytorium okupowanej Polski. Dokument był apelem skierowanym do społeczności polskich katolików i powoływał się na zasady wiary katolickiej oraz uniwersalne wartości moralne chrześcijaństwa – miłości bliźniego, niezależną od wyznawanego światopoglądu bądź religii. Protest można podzielić na dwie części. Pierwsza ma charakter opisowy i ukazuje ciężkie warunki bytowe Żydów w Getcie oraz okoliczności ich wywózek do niemieckich obozów koncentracyjnych w ramach Wielkiej Akcji. „W ghetcie warszawskim, za murem odcinającym od świata, kilkaset tysięcy skazańców czeka na śmierć. Nie istnieje dla nich nadzieja ratunku, nie nadchodzi znikąd pomoc. Ulicami przebiegają oprawcy, strzelając do każdego, kto się ośmieli wyjść z domu. Strzelają podobnie do każdego, kto stanie w oknie. Na jezdni walają się niepogrzebane trupy.”
Druga część przedstawia milczącą postawę świata wobec tych zjawisk. Dokument piętnuje milczenie światowej opinii publicznej wobec odbywającego się właśnie holokaustu Żydów. Piętnuje zarówno milczenie Polaków, jak również aliantów, a także samych Żydów, których społeczności rozsiane są po całym świecie. Ich postawę przyrównuje do symbolicznego umycia rąk Poncjusza Piłata, który po zatwierdzeniu wyroku na Chrystusa umył ręce przed tłumem, domagającym się ukrzyżowania oskarżonego. Zofia Kossak napisała: Świat patrzy na tę zbrodnię, straszliwszą niż wszystko, co widziały dzieje – i milczy. Rzeź milionów bezbronnych ludzi dokonywa się wśród powszechnego, złowrogiego milczenia. (...) Nie zabierają głosu Anglia ani Ameryka, milczy nawet wpływowe międzynarodowe żydostwo, tak dawniej wyczulone na każdą krzywdę swoich. Milczą i Polacy. (...) Ginący żydzi otoczeni są przez samych umywających ręce Piłatów..
W kolejnym fragmencie tekstu Kossak potępia to milczenie, wskazując wynikające z niego implikacje moralne „Tego milczenia dłużej tolerować nie można. (...) Jest ono nikczemne. Wobec zbrodni nie wolno pozostawać biernym. Kto milczy w obliczu mordu – staje się wspólnikiem mordercy. Kto nie potępia – ten przyzwala.” Argumentacja Szczuckiej opierała się na religijnym światopoglądzie katolickim, który zgodnie z piątym przykazaniem „Nie zabijaj” zakazywał zadawania śmierci, a w szerszej interpretacji wskazuje na uczestnictwo w zabijaniu oraz bierność wobec niego jako równie niemoralne.
W apelu swoim Szczucka wskazała na polski antysemityzm, określający Żydów jako wrogów Polski, którego dowodem jest fakt, że Żydzi za swój los podczas II wojny światowej oskarżali Polaków, a nie Niemców, oraz że nienawidzili ich bardziej, niż faktycznych architektów swojej zagłady. Zabieramy przeto głos my, katolicy-Polacy. Uczucia nasze względem żydów nie uległy zmianie. Nie przestajemy uważać ich za politycznych, gospodarczych i ideowych wrogów Polski. Co więcej, zdajemy sobie sprawę z tego, iż nienawidzą nas oni więcej niż Niemców, że czynią nas odpowiedzialnymi za swoje nieszczęście. Dlaczego, na jakiej podstawie – to pozostanie tajemnicą duszy żydowskiej, niemniej jest faktem nieustannie potwierdzanym. Świadomość tych uczuć jednak nie zwalnia nas z obowiązku potępienia zbrodni. Nie chcemy być Piłatami.”
W ostatnich wierszach protestu Kossak wyraża zdecydowany sprzeciw wobec zbrodni dokonywanych przez Niemców na Żydach w Polsce. Zaznacza, że do oglądania tego krwawego widowiska zostali Polacy zmuszeni w wyniku wydarzeń historycznych. Na inspirowane przez Niemców zbrodnie dokonywane w ich kraju nie wyrażają zgody i nie chcą w nich uczestniczyć. Zaznacza tutaj również, że podsycając nastroje antysemickie, Niemcy chcą podzielić się odpowiedzialnością za zbrodnie dokonywane na Żydach również z innymi okupowanymi narodami: Polakami, Litwinami, aby częściowo uniknąć za to przyszłych konsekwencji. Piętnując niemieckie zbrodnie na Żydach oraz tych Polaków, którzy przyzwalają na nie lub w nich uczestniczą, jednoznacznie potępia i wyklucza ich z szeregu narodu polskiego: „Kto tego nie rozumie, kto dumną, wolną przyszłość Polski śmiałby łączyć z nikczemną radością z nieszczęścia bliźniego – nie jest przeto ani katolikiem, ani Polakiem!”.

## Recepcja protestu
Protest był dla środowisk lewicowych oraz samych Żydów dużym zaskoczeniem, ponieważ Zofia Kossak związana była z katolickimi kręgami narodowymi, które w przedwojennej Polsce odnosiły się z dużą rezerwą do Żydów i krytykowały środowiska żydowskie. Stanowisko to autorka wyraźnie podkreśliła również w treści swojego protestu. Po ogłoszeniu swojej odezwy Kossak wielokrotnie zamieszczała w prasie podziemnej apele do Polaków o pomoc Żydom. Jej starania doprowadziły we wrześniu 1942 do założenia organizacji niosącej pomoc Żydom, Tymczasowego Komitetu Pomocy Żydom, przekształconej później w Radę Pomocy Żydom „Żegota”, jedynej tego typu organizacji w okupowanej Europie. Współorganizatorką była Wanda Krahelska, działaczka Polskiej Partii Socjalistycznej.
Kossak osobiście pomagała ukrywającym się po „aryjskiej stronie” Żydom, dostarczając im pieniądze oraz fałszywe dokumenty. W 1943 została aresztowana przez Niemców i uwięziona w niemieckim obozie koncentracyjnym Auschwitz-Birkenau, a później przeniesiona do warszawskiego Pawiaka, gdzie skazano ją na śmierć. Uratowana została w 1944 dzięki staraniom polskiego podziemia. Za swój wkład w ratowanie Żydów w czasie II wojny światowej otrzymała pośmiertnie w 1982 medal i tytuł Sprawiedliwej wśród Narodów Świata.